# Odrisis
Els odrisis (en grec antic Ὀδρύσαι) eren un poble traci que vivien a la regió del riu Artiscos, afluent de l'Hebros, segons diu Heròdot, però que es van estendre considerablement fins a l'oest de l'Artiscos, ja quePlini el Vell diu que l'Hebrus naixia en territori dels odrisis, cosa que també diu Ammià Marcel·lí.
Sembla que formaven part d'un grup de diferents tribus que van envair Tràcia després de la guerra de Troia i el nom dels odrisis es troba vinculat a uns quants mites antics. Es diu (Pausànies) que l'antic poeta Tàmiris, que alguns consideren mestre d'Homer, era un odrisi. També deien que el mateix Orfeu havia estat el seu rei.
Eren un poble bàrbar i no tenien cap ciutat important, al menys no en mencionen cap ni Tucídides ni Xenofont. La primera ciutat que mereix aquesta qualificació era Filipòpolis (Φιλιππούπολις), fundada per Filip II de Macedònia. Segurament totes les ciutats dels odrisis es van fundar o van tenir importància després que haguessin perdut la seva independència.
Els odrisis apareixen per primera vegada a la història durant l'expedició de Darios el Gran contra els escites. Els perses van ocupar la part meridional de Tràcia, i els odrisis vivien lliures a les seves muntanyes. La força que van adquirir va permetre a Teres I rei dels odrisis incorporar al seu costat a moltes altres tribus tràcies entre els seus súbdits i va aconseguir estendre el seu territori fins a l'Euxí, però allà va ser vençut pels tinis, segons diu Xenofont. El seu fill Sitalces va governar sobre quasi tot el territori de Tràcia. La guerra que Sitalces va començar contra Perdicas II de Macedònia a instàncies dels atenesos i d'Amintes, pretendent al tron de Macedònia, dona informació sobre la importància dels odrisis en aquell moment, ja que, segons els càlculs més baixos, l'exèrcit de Sitalces reunia 150.000 homes, un terç de cavalleria, segons Tucídides.
Va començar la seva decadència en les lluites contra els atenencs per les disputes sobre el Quersonès traci. El rei Cotis I, que va regnar del 382 aC fins al 353 aC, va veure perillar el seu regne per la invasió dels tribal·lis i els grecs pressionaven per la banda sud del país. Quan el seu fill Cersobleptes I va pujar al poder va començar una guerra civil entre ell i els seus germans Berisades i Amadocos, cosa que van aprofitar els atenencs per prendre possessió definitiva del Quersonès traci. Filip II de Macedònia va donar el cop definitiu als odrisis, quan després de nou o deu anys de guerra va aconseguir sotmetre'ls completament l'any 343 aC, segons Diodor de Sicília. Filip va fundar diverses colònies macedònies als seus territoris.
En temps dels romans els odrisis en van ser aliats. El rei Sadales II va deixar en herència a Roma el seu regne i August el va repartir entre Cotis III de Tràcia i Rascuporis III però per poc temps, ja que els romans van dominar el territori nomenant reis que els fossin favorables. Els odrisis van ser el nucli central del Regne traci, conegut en bona part del temps per Regne dels odrisis. L'emperador Claudi va posar fi al regne i el va convertir en província l'any 46.
Els odrisis eren ferotges, característica comuna de les tribus tràcies. Ammià Marcel·lí en fa un retrat en què els descriu com salvatges amb exageració. S'emborratxaven abans del combat i cantaven i ballaven. Dionís era la deïtat més apreciada. Tenien el costum de comprar les dones dels seus parents, cosa que Heròdot diu que feien altres tribus tràcies.